# Hippobosca equina
La mosca perrera, mosca que pica o mosca de caballo (Hippobosca equina) es una especie de mosca perteneciente a la familia Hippoboscidae. Es un parásito externo que se alimenta de la sangre de ganado, especialmente del caballo.

## Descripción
Longitud de ala de 6 a 8 milímetros. En general son de color parduzco rojizo pálido con manchas amarillentas en el abdomen.

## Distribución
La distribución primaria es en Europa y partes de Asia y África. Ha sido introducida a otras regiones, aun así en algunos casos han sido erradicadas. En el Reino Unido se sabe de su presencia en Devon. En la península ibérica es conocida en los bosques del interior. El adulto sólo vive en los meses de verano (de junio a septiembre). 

## Huéspedes
Su principal víctima son los equinos, de ahí su nombre de "mosca del caballo". A menudo viven en el ganado vacuno así como en otros mamíferos, incluyendo ovejas, cabras, ciervos o camellos. Aunque es activamente atraída hacia los humanos y suele aterrizar sobre ellos, es poco habitual que les muerda.